# Rafael Porlán
Rafael Porlán y Merlo (Córdoba, 9 de abril de 1899-Jaén, 8 de agosto de 1945) fue un poeta español de la Generación del 27.

## Biografía
Hijo de clase media, recibe una buena educación en la Escuela Superior Francesa. Con poco más de doce años llega a Sevilla; a los diecinueve entra a trabajar en el Banco de España y empieza a publicar colaboraciones periodísticas y algunos cuentos en La Semana Gráfica, Página y más tarde Lys, revista fundada por idea suya y de la que sólo salieron seis números. Poco después aparecen sus primeras novelas: Bess Rivero, El manto escarlata y La primera de San Julián. Desarrolla una intensa actividad cultural; contribuyó a la fundación de la prestigiosa revista poética sevillana Mediodía, fundamental para la llamada Generación del 27 de la que fue secretario; siguió las greguerías de Ramón Gómez de la Serna en los aforismos de Pirrón de Tarfía, publicado en 1926 y que puede ser considerado como un autorretrato del propio Porlán. "No hay más remedio que trabajar sobre formas no conocidas todavía", escribe el poeta cordobés. 
Antes que el poema propiamente dicho, cultivó la prosa poética de creación surrealista, lo mismo que por parecidas fechas hicieron otros poetas andaluces, como José María Hinojosa o como el propio Vicente Aleixandre. En enero de 1933 Rafael Porlán asciende por oposición a secretario del Banco de España y tiene que trasladarse a Talavera de la Reina, donde escribe uno de los más importantes ensayos sobre la región natal: La Andalucía de Valera. Al año siguiente cruza de nuevo Despeñaperros para ocupar el cargo en Jaén, donde organizó tertulias y actividades poéticas. En la década de los treinta ven la luz Primera y segunda parte de Olive Bardem, Mundo blanco y negro y La isla alegre; Ernestina de Champourcín hizo el siguiente comentario sobre Mundo blanco y negro: "Tu Mundo blanco y negro me ha producido la misma grata impresión que tus anteriores prosas. Veo que la ironía sigue siendo tu postura favorita, postura al fin y al cabo no exenta de romanticismo". El más ordenado conjunto de poemas en verso que publicó Rafael Porlán es el titulado Romances y canciones. Es un libro perfectamente escrito, donde se aprecian una esencialidad que recuerda a Pedro Salinas y una claridad y una exactitud que hacen pensar en Jorge Guillén. Bajo el verso puro y riguroso, late un andalucismo hondo y reconocible. La razón de sus burlas e ironías no eran otra cosa que el desahogo civilizado ante la gran desilusión que le produce la vida, postura propia del romanticismo. 
Enfermó de tuberculosis, enfermedad por entonces en muchos casos incurable, y durante la Guerra Civil se retira a Cazorla. "Estoy muy mal de salud" —escribía— "y no tengo ganas de curarme... Ahora no quiero más que sentirme dejado en paz". Falleció el 8 de agosto de 1945. Rafael Porlán dominaba varios idiomas y escribió prosa, poesía y teatro. 
En 1997 se publicaron dos obras de teatro de Porlán que habían permanecido inéditas: Los amantes de Verona y El velo de Penélope, o lo que te digo te vuelvo a decir. La primera, más extensa, está escrita entre septiembre de 1939 en Ronda y febrero de 1940 en Jaén. En ella, Porlán sitúa a los personajes de Romeo y Julieta de Shakespeare en pleno siglo XX. El velo de Penélope, escrita en Cazorla en julio de 1938, es una pieza atractiva por la combinación inteligente de filosofía y humor, dominada por la ironía.

## Obra
- Pirrón en Tarfia, Sevilla, Col. Mediodía, 1926-1927.
- Romances y canciones, Sevilla, Col. Mediodía, 1936-1945.
- Poesías, Jaén, Col. Al verde olivo, 1948 (Edición Especial).
- Siete sonetos y un romance inédito, Fernán Núñez, Jorge Huertas editor, 1993.
- Poesía completa, Málaga, Col. El Paraíso Desdeñado, 1998 (Introd. de J. M. Barrera).
- Poesía y prosa. Edición de Manuel Urbano. Instituto de Estudios Giennenses, Diputación de Jaén, 1983.
- Prosas de un novelista inacabado. Edición, introducción y selección de José Luis Ortiz de Lanzagorta. Biblioteca de la Cultura Andaluza, Sevilla, 1986.
- "El arpa y el bebé". Síntesis (Artes, Ciencias y Letras), Buenos Aires, año III, n.º 28, septiembre de 1929.